# مفوضية الرايخ - موسكو
مفوضية الرايخ المسوكوفية (RKM، (الروسية: Рейхскомиссариат Московия)، كما ورد أيضًا باسم Moskau،، حرفيًا «حكومة الرايخ لمسكوفي (أو موسكو)»، كان نظام الاحتلال المدني الذي كانت ألمانيا النازية تنوي إنشاؤه في وسط وشمال روسيا الأوروبية خلال الحرب العالمية الثانية، وهي واحدة من عدة ريشسكوميسارية مماثلة. كانت تعرف في البداية باسم Reichskommissariat Russland (Reich Commissariat of روسيا). لكن نظرا للفشل الألماني لاحتلال الأراضي يهدف تشكيل رايخسوميسار، إلا أنها ظلت على الورق فقط.

## الخلفية

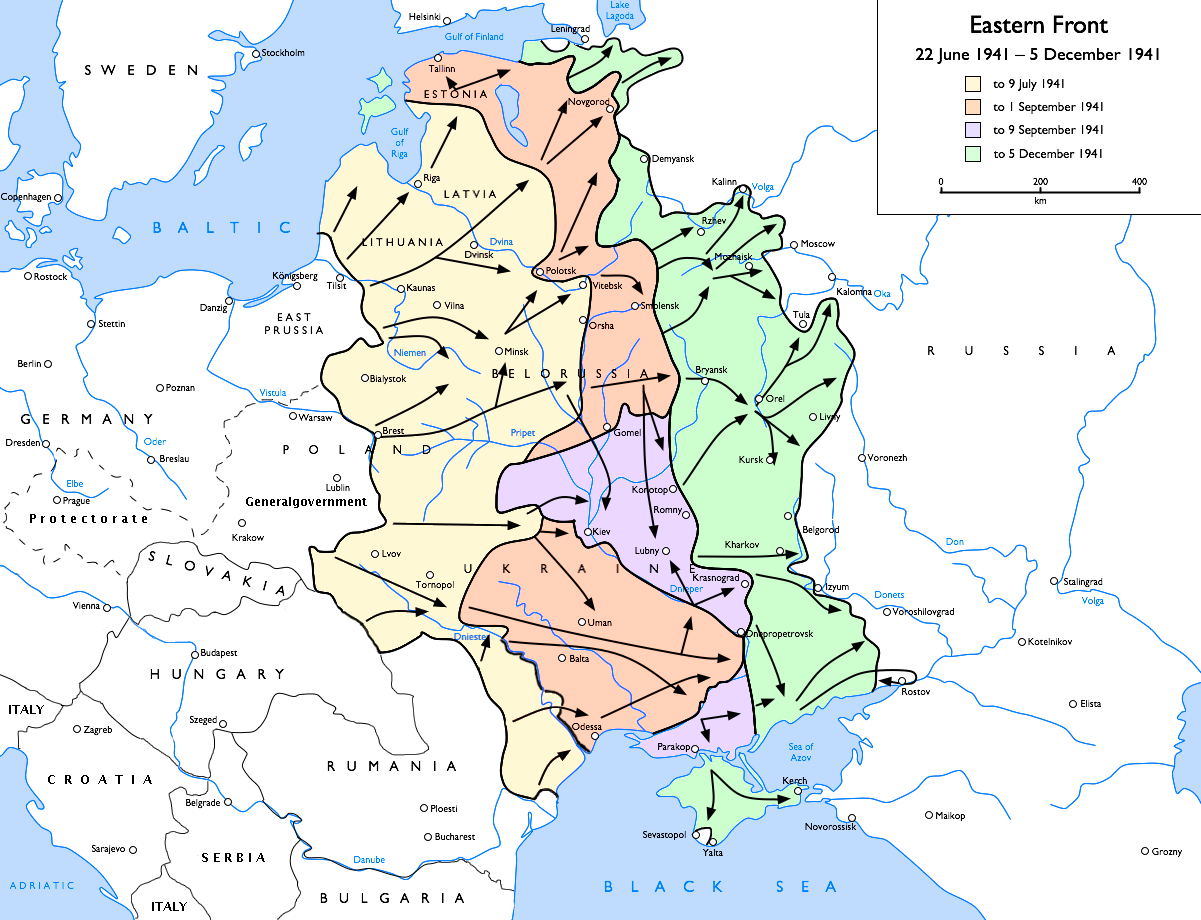
الجبهة الشرقية أثناء عملية تايفون، 1941

كانت ألمانيا النازية تنوي تدمير روسيا بشكل دائم، بغض النظر عما إذا كانت رأسمالية أم شيوعية أم قيصرية. هدف أدولف هتلر بتطبيق سياسة المجال الحيوي، التي أعرب عنها في كتاب كفاحي، طرد سكان روسيا - كما حدث مع السلاف الآخرين في بولندا ومعظم أوروبا الشرقية - إما بطردهم خارج جبال الأورال أو إبادتهم بوسائل مختلفة. في ظل جنرالبلان أوست، تم تشجيع الإستيطان الاستعماري الألمانية.
بدأت الحملة ضد الاتحاد السوفيتي شرقًا، ثم كان الهدف نقل الأراضي المحتلة تدريجًا من الإدارة العسكرية إلى الإدارة المدنية. استلزم قرار هتلر النهائي بشأن إدارته تقسيم المناطق الشرقية الجديدة إلى أربعة من أقاليم رايخسوميسار من أجل تدمير روسيا ككيان جغرافي من خلال تقسيمها إلى أكبر عدد ممكن من الأجزاء المختلفة. كانت هذه المؤسسات الجديدة خاضعة للإشراف الإسمي لرايشلايتر ألفريد روزنبرغ كرئيس لوزارة الرايخ للأراضي الشرقية المحتلة. سيكون قادة هذه المقاطعات، الرايخسكوميسار، مرؤوسين لهتلر نفسه، ويكونون مسؤولين أمامه فقط. وكانت المناطق التي احتلت معظم روسيا السليم في البداية لتصبح Reichskommissariat Russland (الرايخ مفوضية روسيا) وفقا لخطط روزنبرغ، على الرغم من أن هذا تم تغييره لاحقا لMoskowien (مسكوفي) بشكل غير رسمي المعروفة أيضا باسم Moskau (موسكو). كان يُعتقد أن هذه المناطق الشرقية هي الأكثر حساسية لإدارة المناطق التي تم فتحها. نتيجة لذلك، ستتم إدارتها من العواصم الإقليمية مباشرة من قبل الحكومة الألمانية في برلين.
لم يتم تنفيذ الخطط مطلقًا بسبب فشل خطط الجيش الألماني للاستيلاء على موسكو ووسط روسيا في عملية تايفون. وبالتالي، لم يكتمل نقل الأراضي المحتلة إلى الحكم المدني النازي.

## التخطيط الإقليمي
شملت المقاطعة المتصورة معظم روسيا الأوروبية بين جبال الأورال (وكذلك بعض المناطق شرقها، بما في ذلك مدينة سفيردلوفسك) وحدودها مع فنلندا ودول البلطيق وبيلاروسيا وأوكرانيا. كان من المقرر أن تخضع الأجزاء الروسية من منطقة القوقاز لسيطرة منفصلة من قبل حكومة ولاية كوسوفو، بينما كان من المقرر دمج بقية جنوب روسيا في ولاية أوبراسكوميساريا أوكرانيا لتمديدها شرقًا إلى الحدود مع كازاخستان. الأجزاء الأصغر التي تم استبعادها كانت مناطق بسكوف وسمولينسك ولينينغراد (المشمولة في ولاية أوستريا) وشرق كاريليا وشبه جزيرة كولا، والتي وعدت بها فنلندا في الحرب الألمانية في عام 1941 لمساهمتها في الحملة في الشرق. وبالتالي، فإنه سيشمل أكثر أو أقل من الأراضي التي كانت ذات يوم تحت سيطرة موسكوفي. كان من المقرر أن تحدها أراضيها النهائية من الغرب من قبل ولاية أوسترا ريشسكوميساريان والحدود مع فنلندا، ومن الشمال المحيط المتجمد الشمالي، ومن الشرق جبال الأورال ونهر الأورال، وفي الجنوب من ولاية أورايخيسوميساريا الموسع على نطاق واسع في أوكرانيا.
كانت التقسيمات الإدارية المخططة للمقاطعة تستند إلى حد كبير على الحدود بين الأقاليم الروسية الموجودة مسبقًا، وكان من المفترض أن تكون في لينينغراد وغوركي وتولا وموسكو وقازان وكيروف ومولوتوف ووأوفا.
تم اقتراح العاصمة الإدارية مبدئيًا كموسكو، المركز التاريخي والسياسي للدولة الروسية. بينما كانت الجيوش الألمانية تقترب من العاصمة السوفيتية في عملية تايفون خريف عام 1941، قرر هتلر أن موسكو، مثل لينينغراد وكييف، سيتم تسويتها وقتل سكانها البالغ عددهم 4 ملايين، لتدميرها كمركز محتمل للمقاومة البلشفية. لهذا الغرض كان من المقرر أن تكون موسكو مغطاة ببحيرة اصطناعية كبيرة من شأنها أن تغمرها بشكل دائم،   عن طريق فتح قنوات قناة موسكو-فولغا. خلال عملية التقدم إلى موسكو تم تكليف أوتو سكورزيني بالاستيلاء على هياكل السدود هذه.
خلال مؤتمر عُقد في 16 يوليو 1941، أعلن هتلر عن رغباته الشخصية في تقسيم المناطق الشرقية التي سيتم الحصول عليها لصالح ألمانيا. كانت شبه جزيرة القرم، إلى جانب المناطق النائية الشاسعة الواقعة في الشمال التي تضم معظم جنوب أوكرانيا، «تُطهر» من جميع الأجانب الحاليين ويستقر فيها الألمان وحدهم (كما هو الحال مع مقترحات شوتزستافيل فييرباور) لتصبح رايخ (جزءًا من ألمانيا). كان الجزء النمساوي السابق من غاليسيا يعامل بطريقة مماثلة. بالإضافة إلى ذلك، فإن دول البلطيق، «مستعمرة الفولغا» ومنطقة باكو يجب أيضًا ضمها إلى الرايخ.
في البداية، كانت الخطط قد فرضت حدًا شرقيًا على «خط AA»، وهو حد افتراضي يمتد على طول نهر الفولغا بين مدينتي أرخانجيلسك وأستراخان. نظرًا لأنه كان من المتوقع أن يتم هزيمة الاتحاد السوفيتي بالكامل على الأرجح بالوسائل العسكرية، إلا أنه كان من المفترض أن يتم القصف الجوي - على الرغم من الافتقار شبه التام إلى استراتيجية تصميم مهاجم في ترسانة لوفتفافه لتنفيذ لمثل هذه الغارات - ضد مراكز العدو الصناعية المتبقية في الشرق.

## القيادة السياسية
أقترح روزنبرغ في البداية إريك كوخ، سيئ السمعة حتى بين النازيين كقائد وحشي بشكل خاص،  باعتباره رايشسكوميسار بالمقاطعة في 7 أبريل 1941.
رفض كوخ ترشيحه في يونيو من ذلك العام لأنه، كما وصف نفسه، كان «سلبيًا تمامًا»، ومنح لاحقًا سيطرة على مجلس النواب الأوكراني بدلاً من ذلك.  اقترح هتلر فيلهلم كوب كبديل، لكن تم رفض هذا بعد أن اعتبره هيرمان غورينج وروزنبرج أكبر عمرا اللازم لهذا المنصب (كان كوب في منتصف الخمسينيات من عمره)، وعين بدلاً من ذلك في بيلاروسيا. تم اختيار إس إيه- أوبر غروبن فوهرر سيغفريد كاش، المبعوث الألماني في زغرب بدلا منه. روج عضو مجلس الشيوخ لهامبورغ وجنرال في كتيبة العاصفة فيلهلم فون لنفسه لتولي منصب مفوض الشؤون الاقتصادية لمنطقة موسكو. عارض هاينريش هيملر ترشيح كاش، الذي اعتبر خلفية كاشي مشكلةً ووصفه لروزنبرغ بأنه «رجل مكتب، لا يتمتع بحيوية، وعدو صريح لقوات الأمن الخاصة».
كان إريك باش هو القائد الإقليمي الأعلى للشرطة والشرطة، وتم تعيينه بالفعل في مركز مجموعة الجيوش باعتباره HSSPF-Russland-Mitte (روسيا الوسطى) لهذا الغرض.  كان أوديلو جلوبوسنيك، ثم قائد قوات الأمن الخاصة والشرطة في لوبلين، ترأس الجنرال سفيردلوفسك، في أقصى شرق منطقة موسكوفين. اقترح روزنبرغ أن وولف هاينريش جراف فون هيلدورف كهوبكوميسار في مقاطعة ياروسلافل.